# Zagroda Inwalidów
Zagroda Inwalidów – część wsi Kolonia Inwalidzka położona w województwie świętokrzyskim w powiecie ostrowieckim w gminie Kunów.
W latach 1975–1998 miejscowość administracyjnie należała do województwa kieleckiego.